# アクヒサル
アクヒサル（オスマン語: اقحصار）は、トルコ西部、エーゲ海地方のマニサ県の都市。
かつて存在したティアティラと同じ都市である。紀元前3000年にはすでに人が住んでいたことが考古学的に明らかになっている。古代から現在にいたるまで、交通の要衝であるアクヒサルは繁栄しつづけている。アクヒサルの名は聖書に載っており、7つの教会のひとつがあった。アトルコ産たばこの10%を生産しており、高品質のオリーブとオリーブ油も生産している。

## 歴史

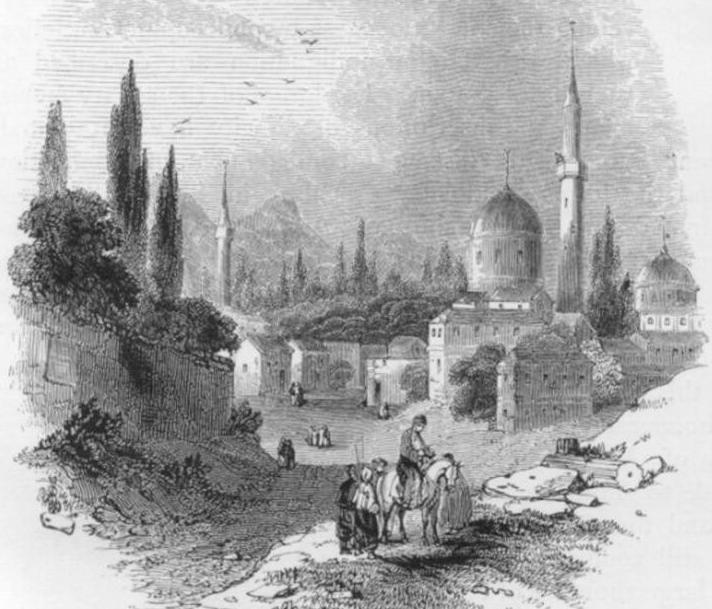
1890年のアクヒサル

ヒッタイト時代（紀元前1600年 - 紀元前1178年）、重要な都市だった。
リュディア時代（紀元前7世紀 - 紀元前547年）には、最重要都市だった。
紀元前500年ごろ、アケメネス朝ペルシア（紀元前550年 - 紀元前330年）がこの地域を占領した。
のちにアレクサンドロス3世（紀元前356年 - 紀元前323年）、セレウコス朝（紀元前312年 - 紀元前63年）、アッタロス朝（紀元前282年 - 紀元前133年）、ポントス王国（紀元前281年 - 紀元前64年）のミトリダテス6世（紀元前132年 - 紀元前63年）が支配した。
紀元前80年、ローマ帝国に併合された。
214年、ローマのカラカラ帝はティアティラを地域の中心都市にした。ティアティラは3つの体育館を持つ大都市に成長した。
2世紀、アナトリア西部に福音記者ヨハネやパウロ等の使徒がキリスト教を広めた。新約聖書にはティアティラの名が2回登場する。
395年、ローマ帝国が分割されティアティラはビザンツ帝国領となった。
7世紀初頭、アクヒサル周辺でも多くのアラブの反乱が起き、ビザンツ帝国と衝突した。
12世紀、トゥルク人が大量に流入しはじめる。続く2世紀の間、アクヒサルを巡るビザンツとトゥルクの争いは続いた。
1307年、サルハン侯国がアナトリア西部を制覇し、アクヒサルもその支配下に入った。
14世紀末、アクヒサルは拡張を続けるオスマン帝国に併合され、キュタヒヤ州サルハン県カダー地区となった。サルハン県は後にアイディン県と合併し、オスマン帝国が滅びる1922年まで続いた。
1922年8月、トルコ国軍がアクヒサルを占領し、約7000人のギリシャ人住民が殺害された。以降アクヒサルにキリスト教系共同体は存在しない。

## 特色
古代には、ティアティラはイスタンブール、ペルガモン、サルディス、エフェソスを結ぶ交通の要所だった。また、周辺の小さな町や村を管轄していた。衣服と陶器の交易が町の活動の中心だった。羊毛、亜麻布、真鍮製品、染め物も行われた。アクヒサル製の衣服や紐はイスタンブールの市場で人気があった。オリーブやオリーブ油、西瓜、グレープ、レーズンも生産された。
アクヒサルはマニサ県（サルハン県）で最大の商業中心地となった。アクヒサルは16世紀に初めてオスマン帝国の記録に現れる。記録によると、アクヒサルはサルハン県の税収の40%を占めた。19世紀終盤、人口が3万人に達した。国がトルコに変わっても、アクヒサルは発展し続けた。多くの近代的街路が整備され、多くの公園や憩いの場所に加えて新しいスタジアムと芝のサッカー場も建てられた。銀行、店、観光ホテルが駅と中心部を結ぶタヒー・ウン通りに建ち並んでいる。
産業地区には自動車修理や小部品製造、オリーブ油工場、煉瓦工場、煙草工場がある。大アクヒサル産業地区は発展中である。アクヒサルはトルコの2大港であるイスタンブールとイズミルを結ぶ国道565号沿いにあるため、アクヒサル工業地区は国内・国外の両方から投資を受けている。
今日、アクヒサルではチェスが流行っている。毎年カグラク祭では何百人もの子供達がチェスを行う。2009年9月24日から10月3日にかけて、世界U16チェス大会がアクヒサルで開催された。

## 姉妹都市
- アントウェルペン（ベルギー）（1988年 - ）